# هارون بنجامين
هارون بنجامين هو لاعب كرة قدم كندي، ولد في 3 فبراير 1979 في تورونتو في كندا. شارك مع منتخب كندا تحت 17 سنة لكرة القدم. أما مع النوادي، فقد لعب مع Toronto Lynx ‏.